# Фрідріх Карл фон Еберштайн
Барон Фрідріх Карл фон Еберштайн (нім. Friedrich Karl Freiherr von Eberstein; 14 січня 1894, Галле — 10 лютого 1979, Тегернзе) — вищий керівник СС і поліції «Південь» (Мюнхен, 12 березня 1938 — 20 квітня 1945), вищий керівник СС і поліції «Майн» (Нюрнберг, 12 березня 1938 — 17 грудня 1942) поліцай-президент Мюнхена (1 квітня 1936 — 1 жовтня 1942), обергруппенфюрер СС (30 січня 1936), генерал поліції (8 квітня 1941), генерал військ СС (1 липня 1944).

## Біографія

### Походження і армійська кар'єра
Виходець із давнього франкського роду. Батьком Еберштайна був прусський майор барон Ернст фон Еберштайн. Карл фон Еберштайн виховувався з 1904 по 1912 рік у Прусському королівському кадетському корпусі в Наумбурзі (Заале) і в Головному кадетському корпусі в Гросс-Ліхтерфельді біля Берліна. Оскільки0 за станом здоров'я тоді він не був прийнятий на військову службу, з 1913 по 1914 рік вивчав сільське господарство і національну економіку в Університеті Галле. Уже в молоді роки Еберштайн познайомився з молодим Рейнгардом Гейдріхом; мати Еберштайна була хрещеною матір'ю Гейдріха.
Після початку Першої світової війни в серпні 1914 року вступив добровольцем до армії. З листопада 1914 по лютий 1915 року служив унтер-офіцером в мансфельдському полку польової артилерії № 75. Після курсів підвищення кваліфікації в стрілецькій школі польової артилерії в Йютербозі з вересня 1915 по листопад 1918 року служив у Другому Померанському полку польової артилерії № 17 на Західному фронті . У цей період він був ад'ютантом полку, льотчиком-спостерігачем і командиром батареї. 

### У Веймарській республіці
Після закінчення війни Еберштайн деякий час служив в Рейхсвері, з лютого по травень 1919 року був членом Добровольчого корпусу Гергарда Россбаха в Галле, ад'ютант графа Вольфа-Генріха фон Гелльдорфа. З квітня по липень 1920 року був командиром III батареї 16-го артилерійського полку у Віттенберзі, після чого остаточно звільнився з Рейхсверу. З 1918 по 1920 рік — член Німецько-національної народної партії (DNVP). Був засновником місцевого відділення «Сталевого шолома» і до 1924 року залишався його активним членом. У березні 1920 року брав участь у путчі Каппа в Берліні. Під час Березневого повстання 1921 року в Центральній Німеччині в 1921 році був вахмістром-добровольцем в охоронній поліції. З травня по вересень 1921 був командиром роти і командиром полку самооборони Верхньої Сілезії, з'єднання німецьких добровольчих корпусів під час повстань у Верхній Сілезії.
Одночасно з кінця 1919 по березень 1920 року працював клерком в комерційному приватному банку. У 1923-1924 роках працював торговим представником хімічного підприємства «Leunawerke» в Галле, потім до 1926 року працював в сільському господарстві.
У жовтні 1920 року вступив у НСДАП. З жовтня 1922 року Еберштайн належав до «Notbund Halle», попередниці місцевої організації НСДАП. Після «Пивного путчу» в листопаді 1923 року вийшов з партії. Між 1924 і 1925 рр. керував «Фронтбаном» в Наумбурге, таємної організації заборонених в той час СА. Одночасно був начальником штабу «Фронтбана» в Галле. 17 серпня 1925 року повторно вступив в НСДАП (партквиток № 15067) і одночасно — в СА. 30 листопада 1925 року вийшов з НСДАП, оскільки влаштувавсяна роботу службовцем військової адміністрації при комендатурі полігону в Ордруфі.
17 грудня 1927 року Карл фон Еберштайн одружився з дочкою фабриканта з Клінгенталі (Саксонія) Геленою Майнер-Шолер. У цьому шлюбі у них народився син. З 1928 по 1929 рік був самостійним фабрикантом, власником бавовняної мануфактури в Готі, пізніше був комерційним директором тамтешнього туристичного бюро.
1 лютого 1929 року Еберштайн знову вступив в НСДАП під своїм старим партійним номером. Крім того 1 квітня 1929 року став членом СС (квиток № 1386). З 12 квітня 1929 року в званні штурмфюрера СС був ад'ютантом VIII групи СС «Тюрингія» (Веймар). З травня 1930 по січень 1931 року був членом муніципалітету Готи. З 1 липня 1930 року одночасно був ад'ютантом керівника СС в Тюрингії. 1 лютого 1931 року перейшов в Штаб Вищого керівництва СА. Починаючи з листопада 1931 року додатково став гауштурмфюрером Верхньої Баварії - Мюнхена. З 1 липня 1932 року був командиром групи СА «Гохланд» 15 вересня 1932 року став группенфюрером СА.

### В епоху Третього рейху
Після приходу націонал-соціалістів до влади 20 лютого 1933 року перейшов з СА в СС, 21 лютого 1933 року став группенфюрером СС абшніта XVIII у Веймарі. З 15 листопада 1933 року — командир оберабшніта СС «Центр» зі штаб-квартирою у Веймарі. Пізніше штаб-квартира була перенесена в Дрезден, а оберабшніт перейменований в «Ельба»; Еберштайн залишався його командувачем до 1 квітня 1936 року.
5 березня 1933 року обраний депутатом Рейхстагу і залишався ним до кінця Другої світової війни. З 20 жовтня 1933 по 29 грудня 1934 року Еберштайн був державним радником і членом уряду Тюрингії. З липня 1934 по грудень 1938 року також був членом Народної судової палати. Брав активну участь у знищенні вищого керівництва СА під час «Ночі довгих ножів» 30 червня 1934 року. З грудня 1934 по березень 1936 року одночасно був главою урядового округу Дрезден-Баутцена.
30 січня 1936 року став обергруппенфюрером СС, 1 квітня 1936 року переведений в Мюнхен і призначений командиром оберабшніта СС «Південь». Одночасно з 1 квітня 1936 по 1 жовтня 1942 року був поліцай-президентом Мюнхена (офіційно: «поліцай-президент Столиці Руху»). До 17 грудня 1942 року одночасно керував оберабшніта СС «Майн» в Нюрнберзі. 15 грудня 1937 року Еберштайн також був призначений керівником поліцейського відділу Баварського Міністерства внутрішніх справ.

### Вищий керівник СС і поліції
Після введення посад вищих керівників СС і поліції (HSSPF) 12 березня 1938 був призначений на цю посаду для VII військового округу зі штаб-квартирою в Мюнхені, а до 17 грудня 1942 року також ще і для XIII військового округу в Нюрнберзі. Як вищому керівникові СС і поліції з 1 листопада 1939 роки йому формально підпорядковувалися концентраційні табори на підвідомчій йому території (в тому числі концентраційний табір Дахау). Під час Другої світової війни 8 квітня 1941 року отримав звання генерала поліції, а 1 липня 1944 року — генерала військ СС. 1 жовтня 1944 року був призначений вищим керівником таборів для військовополонених по VII військовому округу.
Незадовго до кінця війни за рішенням Мартіна Бормана і за згодою Генріха Гіммлера через «пораженчество» 20 квітня 1945 року Еберштайн був звільнений з усіх посад. Ініціатива зміщення Еберштайн йшла від баварського гауляйтера Пауля Гіслера, оскільки Еберштайн був проти знищення арештантів в концтаборі Дахау, а також був проти захисту Мюнхена від наступаючої американської армії.

### Після війни
Карл фон Еберштайн був заарештований 8 травня 1945 року американськими військами в Мюнхені. До 26 жовтня 1948 року утримувався в різних в'язницях і таборах для інтернованих. 3 і 5 серпня 1946 року він був свідком в Нюрнберзі на процесі проти головних військових злочинців. В ході денацифікації судом в Мюнхені 15 листопада 1948 він кваліфікований як «трохи винний» (III категорія) і засуджений до конфіскації 30% його майна. Після подачі апеляції він був переведений в II категорію як «винний», а 19 лютого 1953 року в остаточному рішенні був віднесений до IV категорії як «попутник». Всі ці з'ясування юстиції ступеня відповідальності Еберштайна залишилися для нього без наслідків, в 1950 році він був звільнений з-під варти як військовополонений.
До свого звільнення на пенсію Карл фон Еберштайн працював банківським службовцем і службовцем на ресепшн в казино Бад-Вісзе.

## Нагороди

### Перша світова війна
- Залізний хрест
  - 2-го класу (10 лютого 1916)
  - 1-го класу (27 січня 1918)

### Міжвоєнний період
- Почесний хрест ветерана війни з мечами
- Золотий партійний знак НСДАП
- Кільце «Мертва голова»
- Почесна шпага рейхсфюрера СС
- Почесний партійний знак «Нюрнберг 1929»
- Знак учасника зльоту СА в Брауншвейзі 1931
- Орден дому Саксен-Ернестіне, командорський хрест 2-го класу з мечами (1935)
- Медаль «У пам'ять 1 жовтня 1938»

### Друга світова війна
- Медаль «За вислугу років у НСДАП» в сріблі та бронзі (15 років) (20 квітня 1940) — отримав 2 медалі одночасно.
- Медаль «За вислугу років у СС» 4-го, 3-го і 2-го ступеня (12 років)
- Хрест Воєнних заслуг
  - 2-го класу з мечами (20 квітня 1941)
  - 1-го класу з мечами (15 лютого 1943)
- Орден Римського орла, великий срібний хрест з мечами (Італія; 14 липня 1943)